# Parma Foot Ball Club 1920-1921
Questa voce raccoglie le informazioni riguardanti il Parma Football Club nelle competizioni ufficiali della stagione 1920-1921.

## Stagione
Nella stagione 1920-1921 il Parma ha disputato il girone A emiliano del campionato di Prima Categoria.

Si è piazzato al secondo posto dietro al Modena, perdendo poi contro il Mantova la qualificazione alle semifinali.

## Rosa
| N. |                   | Ruolo | Calciatore       |
| -- | ----------------- | ----- | ---------------- |
|    | Italia (bandiera) | A     | Enzo Aiolfi      |
|    | Italia (bandiera) | A     | Luigi Calda      |
|    | Italia (bandiera) | C     | Bruno Dentelli   |
|    | Italia (bandiera) | D     | Medardo Ghini    |
|    | Italia (bandiera) | D     | Leo Giacosa      |
|    | Italia (bandiera) | A     | Giovanni Lumetti |
|    | Italia (bandiera) | C     | Tito Mistrali    |

| N. |                   | Ruolo | Calciatore          |
| -- | ----------------- | ----- | ------------------- |
|    | Italia (bandiera) | C     | Evandro Palmia      |
|    | Italia (bandiera) | C     | Giuseppe Pasquali   |
|    | Italia (bandiera) | P     | Gino Pellacini      |
|    | Italia (bandiera) | A     | Ferdinando Rebecchi |
|    | Italia (bandiera) | D     | Torquato Rossini    |
|    | Italia (bandiera) | C     | Renato Rossini      |

## Risultati

### Prima Categoria

#### Girone A emiliano

##### Girone di andata
| Arbitro: | Sarto (Bologna) |

|                                                                        |           |                       |
| Aiolfi I 20’ Rossini III 35’ Rebecchi 66’ Calda 83’ (rig.) Lumetti 89’ | Marcatori | 77’ (aut.) Rossini II |

| Arbitro: | Ortali (Bologna) |

|              |           |                                     |
| Morselli 36’ | Marcatori | 17’ Lumetti 37’ Aiolfi 54’ Rebecchi |

| Arbitro: | Cavara (Bologna) |

|                                        |           |                                          |
| Papa 29’ (rig.) Sartorio 31’ Torti 75’ | Marcatori | 74’ Rebecchi 88’ Rossini III 82’ Lumetti |

| Arbitro: | Pasquinelli (Bologna) |

|                                              |           |                 |
| Calda 14’ (rig.) Lumetti 17’, 25’ Aiolfi 89’ | Marcatori | 59’ Frassoldati |

##### Girone di ritorno
| Arbitro: | Majani (Torino) |

|                              |           |                             |
| Giberti 8’, 59’ Simonini 27’ | Marcatori | 1’ Lumetti 82’ (rig.) Calda |

| Arbitro: | Ortali (Bologna) |

|                                                |           |  |
| Aiolfi 3’, 60’ Lumetti 5’ Rossini III 19’, 28’ | Marcatori |  |

| Arbitro: | Pasquinelli (Bologna) |

|                                             |           |              |
| Rossini III 23’ Lumetti 44’, 51’ Palmia 67’ | Marcatori | 15’ Bernetti |

| Arbitro: | Pasquinelli (Bologna) |

|                                             |           |  |
| Boni 9’ (rig.) Bezzecchi 28’ Manzotti I 31’ | Marcatori |  |

#### Finali per il 3º posto
| Arbitro: | Venegoni (Legnano) |

|  |           |                  |
|  | Marcatori | 81’ Barbieri III |

| Arbitro: | Zorzi (Vicenza) |

|                                                    |           |  |
| Barbieri III 16’ Soresina 30’, 34’ Agostinelli 56’ | Marcatori |  |

## Statistiche

### Statistiche di squadra
| Competizione                                 | Punti | In casa | In casa | In casa | In casa | In casa | In casa | In trasferta | In trasferta | In trasferta | In trasferta | In trasferta | In trasferta | Totale | Totale | Totale | Totale | Totale | Totale | DR  |
| Competizione                                 | Punti | G       | V       | N       | P       | Gf      | Gs      | G            | V            | N            | P            | Gf           | Gs           | G      | V      | N      | P      | Gf     | Gs     | DR  |
| -------------------------------------------- | ----- | ------- | ------- | ------- | ------- | ------- | ------- | ------------ | ------------ | ------------ | ------------ | ------------ | ------------ | ------ | ------ | ------ | ------ | ------ | ------ | --- |
| Prima Categoria - sezione emiliana, girone A | 11    | 4       | 4       | 0       | 0       | 19      | 3       | 4            | 1            | 1            | 2            | 8            | 10           | 8      | 5      | 1      | 2      | 27     | 13     | +14 |
| Prima Categoria - finali per il 3º posto     | 0     | 1       | 0       | 0       | 1       | 0       | 1       | 1            | 0            | 0            | 1            | 0            | 4            | 2      | 0      | 0      | 1      | 0      | 5      | -5  |

### Statistiche dei giocatori
| Giocatore    | Prima Categoria | Prima Categoria |
| Giocatore    | Presenze        | Reti            |
| ------------ | --------------- | --------------- |
| E. Aiolfi    | 9               | 5               |
| L. Calda     | 10              | 3               |
| B. Dentelli  | 1               | 0               |
| M. Ghini     | 10              | 0               |
| L. Giacosa   | 10              | 0               |
| G. Lumetti   | 9               | 9               |
| T. Mistrali  | 2               | 0               |
| E. Palmia    | 9               | 1               |
| G. Pasquali  | 10              | 0               |
| G. Pellacini | 10              | 0               |
| F. Rebecchi  | 10              | 3               |
| T. Rossini   | 10              | 0               |
| R. Rossini   | 10              | 5               |